# Élections fédérales suisses de 1983
Les élections fédérales suisses de 1983 se sont déroulées le 23 octobre 1983. Elles ont désigné la 42e législature depuis 1848. Elles portèrent sur le renouvellement des 200 sièges du Conseil national et des 46 sièges au Conseil des États. Les députés furent élus pour une durée de 4 ans. 
Élections au Conseil national. En gagnant 3 sièges, le PRD, devint le plus fort parti de la Chambre basse avec 54 élus. Il précéda le PSS (47 sièges, -4), le PDC (42, -2) et l’UDC (23, +/-). Le PLS garda ses 8 sièges et l’AdI ses 8 sièges également. Les écologistes augmentèrent leur représentation à trois sièges et à Berne, une scission du Parti radical proche des idées écologistes, la Liste Libre, obtint un siège. Les POCH supprimèrent le marxisme-léninisme de leur programme et obtinrent un élu de plus.
Au Conseil des États, sur 46 sièges, le PSS perdit trois sièges et garda 6 mandats, le PRD gagna trois mandats (14), le PDC et l'UDC et le Parti libéral suisse conservèrent leurs mandats respectifs.

## Législature 1983-1987
| Parti | Parti                                        | Sigle | Tendance politique          | Sièges au CN | Sièges au CE |
| ----- | -------------------------------------------- | ----- | --------------------------- | ------------ | ------------ |
|       | Parti radical-démocratique                   | PRD   | radical                     | 54           | 14           |
|       | Parti socialiste                             | PSS   | social-démocrate            | 47           | 6            |
|       | Parti démocrate-chrétien                     | PDC   | démocrate-chrétien          | 42           | 18           |
|       | Union démocratique du centre                 | UDC   | agrarien                    | 23           | 5            |
|       | Parti libéral suisse                         | PLS   | libéral/conservateur        | 8            | 3            |
|       | Alliance des indépendants                    | AdI   | social-libéral              | 8            | -            |
|       | Action nationale pour le peuple et la patrie | AN    | nationaliste/écologiste     | 4            | -            |
|       | Organisations progressistes de Suisse        | POCH  | communiste                  | 3            | -            |
|       | Parti chrétien-protestant                    | PCP   | conservateur/protestant     | 3            | -            |
|       | Parti écologiste                             | PES   | écologiste                  | 3            | -            |
|       | Parti suisse du travail                      | PST   | communiste                  | 1            | -            |
|       | Vigilance (GE)                               | VIG   | extrême droite/nationaliste | 1            | -            |
|       | Liste libre (BE)                             | LL    | centriste/écologiste        | 1            | -            |
|       | Parti socialiste autonome (TI)               | PSA   | marxiste                    | 1            | -            |
|       | Comité Herbert Mäder (AR)                    | KHM   | écologiste                  | 1            | -            |